# Andes (Antioquia)
Pour les articles homonymes, voir ADN (homonymie) et Andes (homonymie).
Andes est une municipalité du département d'Antioquia en Colombie, faisant partie de la sous-région du sud-ouest d'Antioquia.
Andes possède un aéroport (code AITA : ADN).